# Евро регионов
Евро регионов (фр. Les euros des régions) — серия памятных монет Франции, выпускавшаяся в 2010—2012 годах. Монеты чеканились Парижским монетным двором, рисунок всех монет выполнил Хоакин Хименес. Монеты посвящены регионам Франции, в том числе заморским. Каждый год тема серии менялась: 2010 год — геральдические символы регионов, 2011 год — достопримечательности, 2012 год — известные люди.
Монеты этой серии являются законным платёжным средством только на территории Франции.

## Серебряные монеты
Все серебряные монеты серии имеют один номинал — 10 евро. На аверсе всех монет — название и карта региона, а также один или несколько символов региона, имеющих отношение к тематике текущего года. Реверс всех монет одинаков. Указанный на реверсе номинал монеты (EURO 10), окружённый двумя ветвями — дуба и лавра, напоминает изображение символа евро. Вокруг номинала написан девиз — Liberté, Égalité, Fraternité. Изображения реверса заключены в несколько восьмиугольников, контуры которых напоминают очертания карты Франции.
Монеты выпуска 2010 года чеканились из серебра 900 пробы, монеты 2011 и 2012 годов — 500 пробы. Вес монет — 10 г, диаметр — 29 мм, гурт — гладкий.

### Аверсы
| Регион                           | Геральдические символы (2010—2011)            | Достопримечательности (2011)                                                                | Известные люди (2012)    |
| -------------------------------- | --------------------------------------------- | ------------------------------------------------------------------------------------------- | ------------------------ |
| Аквитания                        | Флаг Аквитании                                | Биржевая площадь в Бордо Пещера Ласко Сосна приморская                                      | Мишель де Монтень        |
| Бретань                          | Флаг Бретани                                  | Карнакские камни кальвария в Плугастель-Даулас Маяк Ар-Мен Стены Сен-Мало                   | Робер Сюркуф             |
| Бургундия                        | Флаг Бургундии                                | Богадельня в Боне Виноделие Бургундии Базилика в Везле                                      | Колетт                   |
| Верхняя Нормандия                | Флаг Нормандии                                | Руанский собор Скалы в Этрета Мост Нормандии                                                | Гюстав Флобер            |
| Гваделупа                        | Флаг Гваделупы                                | Церковь Святых Петра и Павла в Пуэнт-а-Питре Колониальный дом Зеваллос Суфриер Птица-фрегат | Жозеф Болонь де Сен-Жорж |
| Гвиана                           | Флаг Французской Гвианы                       | Мыс Куру Собор Святого Спасителя в Кайенне Тукан                                            | Феликс Эбуэ              |
| Земли Луары                      | Флаг Земель Луары                             | Школа верховой езды в Сомюре Анжерский замок                                                | Жорж Клемансо            |
| Иль-де-Франс                     | Флаг Иль-де-Франса                            | Версаль Эйфелева башня                                                                      | Эдит Пиаф                |
| Корсика                          | Флаг Корсики                                  | Площадь пальм в Аяччо Генуэзская башня в Порто Цитадель в Кальви                            | Даниэль Казанова         |
| Лангедок — Руссильон             | Флаг Лангедок-Руссильона                      | Пон-дю-Гар Южный канал Каркасон                                                             | Жорж Брассенс            |
| Лимузен                          | Флаг Лимузена                                 | Вокзал бенедиктинцев Замок в Жуйя Габар                                                     | Маркиза де Помпадур      |
| Лотарингия                       | Флаг Лотарингии                               | Мецский собор Площадь Станислава в Нанси                                                    | Жанна д’Арк              |
| Майотта                          | Флаг Майотты                                  | Банга Мечеть в Тсенгони Лемур Коралл                                                        | Зена М’Дере              |
| Мартиника                        | Флаг Мартиники                                | Собор Святого Людовика в Фор-де-Франс Монтань-Пеле Дом Клемана Цветок гибискуса             | Виктор Шельшер           |
| Нижняя Нормандия                 | Флаг Нормандии                                | Мон-Сен-Мишель Гобелен из Байё Мост Нормандии                                               | Вильгельм I Завоеватель  |
| Нор — Па-де-Кале                 | Флаг Нор — Па-де-Кале                         | Беффруа в Лилле Большая площадь в Аррасе Граждане Кале                                      | Луи Блерио               |
| Овернь                           | Флаг Оверни                                   | Собор в Ле-Пюи-ан-Веле Исторический центр Мулена Шен-де-Пюи                                 | Верцингеториг            |
| Пикардия                         | Флаг Пикардии                                 | Собор Святого Петра в Бове Замок Пьерфон Орнитологический парк Маркантер                    | Жюль Верн                |
| Прованс — Альпы — Лазурный Берег | Флаг региона Прованс — Альпы — Лазурный Берег | Папский дворец в Авиньоне Нотр-Дам-де-ла-Гард в Марселе Залив Ангелов Отель Негреско        | Фредерик Мистраль        |
| Пуату — Шаранта                  | Флаг региона Пуату — Шаранта                  | Природный парк Маре-Пуатевен Порт Ла-Рошель                                                 | Пьер Лоти                |
| Реюньон                          | Флаг Реюньона                                 | Мэрия в Сен-Дени Питон-де-ла-Фурнез Горбатый кит                                            | Ролан Гаррос             |
| Рона — Альпы                     | Флаг региона Рона — Альпы                     | Базилика Нотр-Дам-де-Фурвьер Башня замка в Кре Монблан                                      | Братья Люмьер            |
| Франш-Конте                      | Флаг Франш-Конте                              | Королевская солеварня Арк-э-Сенан Цитадель Безансона Бельфорский лев                        | Луи Пастер               |
| Центр                            | Флаг региона Центр                            | Буржский собор Замок Азе-лё-Ридо Благородный олень                                          | Оноре де Бальзак         |
| Шампань — Арденны                | Флаг региона Шампань — Арденны                | Исторический центр Труа Замок в Седане Реймсский собор Улыбающийся ангел                    | Камилла Клодель          |
| Эльзас                           | Флаг Эльзаса                                  | Исторический центр Кольмара Страсбургский собор Замок Верхний Кёнигсбург                    | Фредерик Огюст Бартольди |
| Юг — Пиренеи                     | Флаг региона Юг — Пиренеи                     | Тулузская ратуша Епископский дворец в Альби Виадук Мийо.                                    | Жан Жорес                |

### Тиражи и распространение
26 монет 2010 года были выпущены в обращение 20 сентября 2010 года. Они продавались по номиналу в 2900 почтовых отделениях континентальной Франции и четырёх заморских регионов. Каждая монета распространялась только в почтовых отделениях соответствующего региона, для приобретения всех монет серии коллекционерам приходилось обращаться к дистрибьюторам или обменивать монеты. Геральдическая серия была завершена выпуском монеты, посвящённой Майотте, которая была выпущена в обращение 28 марта 2011 года. Эта монета была выпущена позже, так как Майотта получила статус заморского департамента только 31 марта 2011 года.
Второй выпуск монет серии состоялся 19 сентября 2011 года, через почтовые отделения реализовывалось 75 % тиража.
| Регион                           | Геральдические символы | Достопримечательности | Известные люди |
| -------------------------------- | ---------------------- | --------------------- | -------------- |
| Аквитания                        | 250 000                | 150 000               | 140 000        |
| Бретань                          | 250 000                | 150 000               | 140 000        |
| Бургундия                        | 100 000                | 80 000                | 122 500        |
| Верхняя Нормандия                | 100 000                | 80 000                | 122 500        |
| Гваделупа                        | 50 000                 | 50 000                | 70 000         |
| Гвиана                           | 50 000                 | 50 000                | 70 000         |
| Земли Луары                      | 200 000                | 150 000               | 105 000        |
| Иль-де-Франс                     | 500 000                | 310 000               | 420 000        |
| Корсика                          | 75 000                 | 80 000                | 122 500        |
| Лангедок — Руссильон             | 200 000                | 120 000               | 122 500        |
| Лимузен                          | 75 000                 | 80 000                | 70 000         |
| Лотарингия                       | 125 000                | 100 000               | 140 000        |
| Майотта                          | 50 000                 | 50 000                | 70 000         |
| Мартиника                        | 50 000                 | 50 000                | 70 000         |
| Нижняя Нормандия                 | 100 000                | 100 000               | 70 000         |
| Нор — Па-де-Кале                 | 250 000                | 180 000               | 140 000        |
| Овернь                           | 100 000                | 80 000                | 122 500        |
| Пикардия                         | 100 000                | 100 000               | 140 000        |
| Прованс — Альпы — Лазурный Берег | 350 000                | 220 000               | 227 500        |
| Пуату — Шаранта                  | 100 000                | 100 000               | 105 000        |
| Реюньон                          | 75 000                 | 70 000                | 105 000        |
| Рона — Альпы                     | 350 000                | 220 000               | 245 000        |
| Франш-Конте                      | 75 000                 | 80 000                | 70 000         |
| Центр                            | 100 000                | 80 000                | 140 000        |
| Шампань — Арденны                | 50 000                 | 50 000                | 70 000         |
| Эльзас                           | 125 000                | 100 000               | 122 500        |
| Юг — Пиренеи                     | 200 000                | 120 000               | 157 500        |

## Золотые монеты
5 декабря 2011 года была выпущена первая золотая монета этой серии номиналом в 200 евро. На аверсе монеты вокруг аббревиатуры «RF» указаны названия всех регионов Франции. Вторая золотая монета этой серии того же номинала была выпущена в 2012 году. Названия регионов на аверсе монеты 2012 года были выполнены горизонтально, а не вокруг центра монеты, как на монете 2011 года.
Вес монет — 4 г, диаметр — 21 мм, проба — 999, тираж каждого года выпуска — 50 000. Монеты продавались Парижским монетным двором по номиналу.